# Выша (Рязанская область)
Вы́ша — посёлок в Шацком районе Рязанской области России. Входит в состав Куплинского сельского поселения.

## География
Расположен по правому берегу реки Выша, при впадении её в Цну.

## История

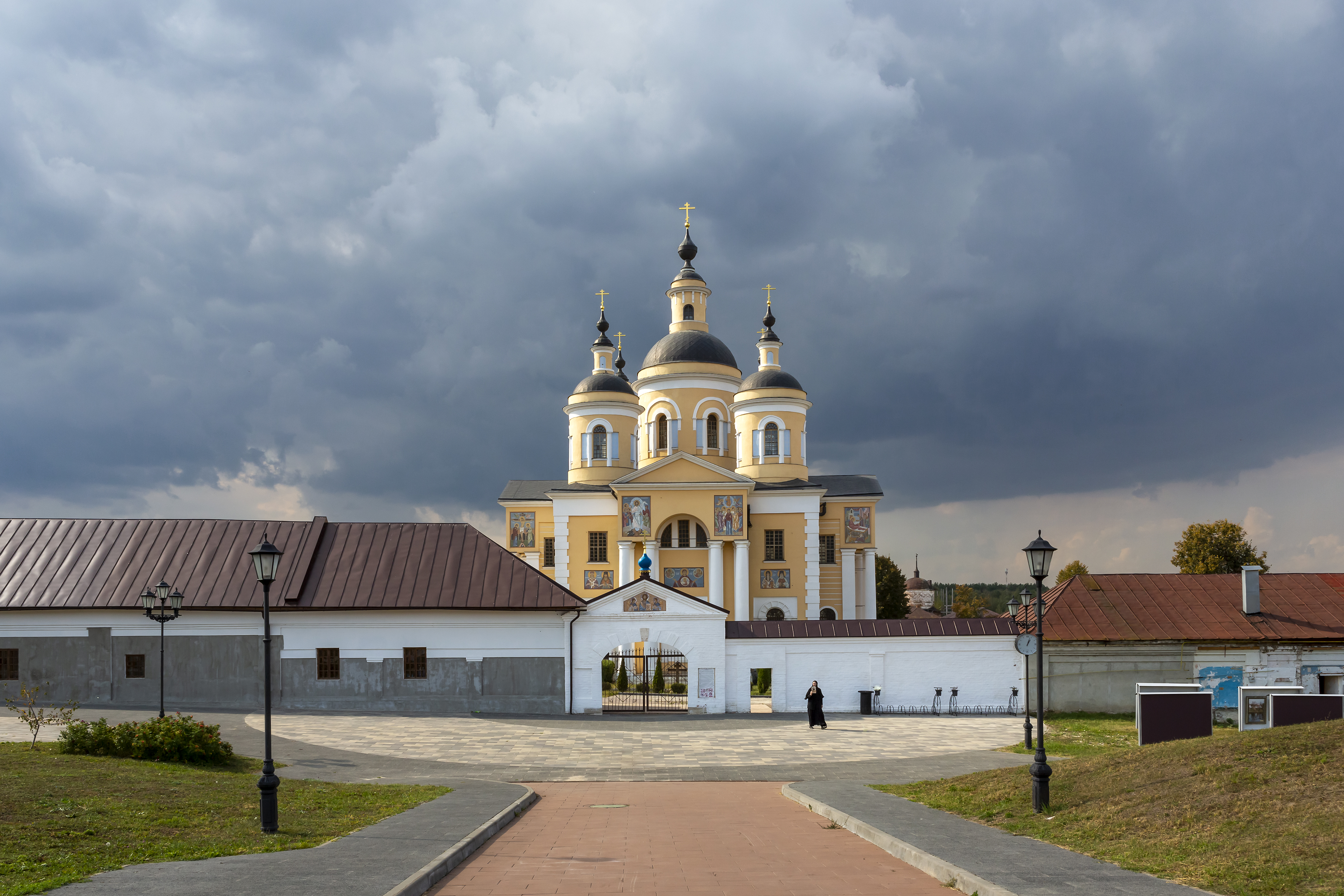
Вышенский Успенский монастырь

В 1773 году здесь существовала Вышенская пристань, где хлебом и мукой грузились речные суда, следующие караваном по реке Цне в реку Мокшу, Оку и в Волгу, а далее в Рыбную слободу и Санкт-Петербург.

## Население
| 1989 | 2010 | 2012 |
| ---- | ---- | ---- |
| 1268 | ↘718 | ↘413 |

## Достопримечательности
В посёлке находится Свято-Успенский Вышенский (Вышинский) женский монастырь. В царское время монастырь был мужским. Известен тем, что на территории в конце XIX века проживал Феофан Затворник, в 1988 году причисленный к лику святых.